# Zespół Proteusza
Zespół Proteusza, inaczej zespół Wiedemanna (ang. Proteus syndrome, PS, Wiedemann's syndrome) – niezwykle rzadka, genetycznie uwarunkowana choroba, objawiająca się asymetrycznym przerostem tkanki skórnej i zaburzeniem rozwoju kości.

## Etiologia
Przyczyna zespołu nie jest jednoznacznie poznana. U dwojga pacjentów znaleziono mutację w genie supresorowym PTEN na chromosomie 10. Inna teoria głosi, że przyczyną zespołu jest mozaicyzm.
Na podstawie wyników badań opublikowanych w 2011 r. stwierdzono, że za chorobę odpowiada mutacja punktowa (jednej zasady nukleinowej) w genie AKT1. Mutacja genetyczna odpowiedzialna za zespół Proteusza pojawia się dopiero w rozwoju embrionalnym. Zmutowany gen ATK1 prowadzi do nadmiernej produkcji pewnych białek, co powoduje, że zaczyna on działać jak akcelerator wzrostu w dotkniętych nią komórkach ciała. Mutacja występuje tylko w tych komórkach organizmu, które wywodzą się od pojedynczej komórki, w której dochodzi do powstania pierwszej mutacji w genie ATK1. W związku z tym konsekwencje mutacji zależą od tego, w którym momencie rozwoju embrionalnego i w której linii komórek (a następnie - w jakim rejonie ciała) dochodzi do wystąpienia mutacji. Tylko komórki organizmu pochodzące od pierwszej komórki, w której doszło do mutacji genu ATK1, wykazują nieprawidłowości. W rezultacie osobnik posiada w ciele mieszankę normalnych i zmutowanych komórek, czyli jest tzw. mozaiką genetyczną.

## Objawy i przebieg
Choroba objawia się przerostem skóry, tkanki podskórnej, naczyń, kości i mięśni. Zaburzenie  wzrostu tkanek jest asymetryczne, nierzadko dotyka wyraźniej jedną połowę ciała (przerost połowiczy). Dzieci rodzą się pozornie zdrowe, a zmiany nasilają się z wiekiem. Malformacje naczyń są szczególnie groźne, jako niosące ryzyko zakrzepicy żył głębokich i zatorowości płucnej; jest to główna przyczyna zgonu pacjentów.

## Historia
Zespół został opisany po raz pierwszy jako odrębna jednostka chorobowa w 1979 roku, a nazwę, wywiedzioną od greckiego tytana Proteusza, otrzymał kilka lat później. Najsłynniejszy pacjent cierpiący na tę chorobę żył jednak ponad 100 lat wcześniej; był to Joseph Merrick (1862–1890), na którego biografii oparty był scenariusz filmu Davida Lyncha z 1980 roku, Człowiek słoń. Przypadek Merricka opisał sir Frederick Treves w 1885 roku. Inny, historyczny przypadek zespołu Proteusza to Eugen Berry, pokazywany jako atrakcja na Wystawie Światowej w Antwerpii w 1894 roku. Znanych jest około 200 opisów przypadków tego rzadkiego zespołu, uważa się jednak, że wiele rozpoznań jest błędnych; niedawno opracowano szczegółowe kryteria rozpoznawania choroby.